# ZooParc Vallée de la Sûre
ZooParc Vallée de la Sûre is een kleine dierentuin in de Belgische gemeente Vaux-sur-Sûre. De dierentuin opende de deuren op 27 mei 2022. 
Anno 2024 biedt de dierentuin plaats aan een honderdtal dieren verdeeld over 24 soorten, waaronder zebra's, stokstaartjes, poolvossen, stinkdieren, uilen, papegaaien, witoorpenseelaapjes,  ringstaartmaki's en jaguarundi's.